# Landmark Worldwide
Landmark Worldwide (van 1991-2013 Landmark Education), kortweg Landmark, is een Amerikaans bedrijf, opgericht in 1991 met een hoofdkwartier in San Francisco (Californië), dat trainingen aanbiedt die beogen de persoonlijke en beroepsmatige effectiviteit en levensvoldoening van mensen te verbeteren. De onderneming opereert internationaal. Het gedachtegoed en de trainingsmethodiek zijn een voortzetting van est (Erhard Seminars Training), een Large Group Awareness Training-methodiek die in de jaren 1970 ontwikkeld werd door Werner Erhard. In 1985 werd est, dat door de mentaal belastende opzet controversieel was geworden, in licht gewijzigde vorm voortgezet onder de naam The Landmark Forum, de naam waaronder de basistraining nog steeds wordt gegeven.

## Geschiedenis

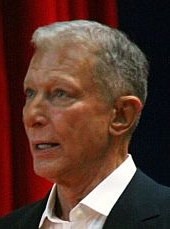
Werner Erhard/John Paul Rosenberg in 2010

In 1971 startte de Amerikaan John Paul Rosenberg, die zich toen Werner Erhard noemde, het bedrijf Erhard Seminars Training waarmee hij est-cursussen aanbood. Erhard ontleende denkbeelden aan de Scientology-beweging en combineerde de methoden die hij daar had geleerd met elementen van de zelfhulp-massapsychologie uit de jaren zestig van de twintigste eeuw. De est-training werd gekenmerkt door een spartaanse en emotioneel belastende aanpak, waarbij intensief contact bestond tussen een uitdagende coach en een grote groep deelnemers. De effecten bleken soms negatief. Diverse processen waren het gevolg, waardoor het bedrijf een slechte naam kreeg.
In 1985 werd est voortgezet onder de naam Landmark Forum. In 1991 deed Erhard de "technologie" achter de seminars aan enkele van zijn werknemers over, onder wie zijn broer Harry Rosenberg, die het bedrijf Landmark Education oprichtte, en zijn zus Joan Rosenberg, die lid is van de Board of Directors. Zij zetten op basis van het est-materiaal de trainingen voort in een wat minder extreme vorm, al is de training nog steeds emotioneel belastend.
In 2011 ontkende Landmark Education, zoals de onderneming toen nog heette, elke schatplichtigheid aan de trainingsmethoden van Werner Erhard.
In 2013 werd de naam veranderd in Landmark Worldwide. Sinds 2013 erkent de organisatie op de eigen website de schatplichtigheid aan Erhard wel.
De trainingsfilosofie van Landmark (en voorganger est) heeft grote invloed gehad op de ontwikkelingsgeschiedenis van coaching, de vorm van begeleiding die erop gericht is mensen in positieve zin te veranderen, beroepsmatig of persoonlijk.

## Principes
Landmark werkt volgens het large-group awareness training-concept, waarbij grote groepen mensen gedurende een groot aantal uren per dag in meerdaagse cursussen in intensief contact staan met hun trainer/coach en met elkaar. Hierbij wordt onder leiding van de trainer gewerkt aan het opbouwen van geloof in de eigen kansen, talenten en middelen om nieuwe wegen in te slaan. De nadruk wordt gelegd op bewustwording van nieuwe levensmogelijkheden, het loslaten van belemmerende patronen en het losmaken van emoties. In dat verband wordt ook gewerkt met individuele bekentenissen voor de groep. Het punt hierbij is niet zozeer bestaande onvolkomenheden af te leren, als wel zicht te krijgen op het eigen functioneren zodat men beter met deze onvolkomenheden kan omgaan
. De organisatie stelt dat het doel is om de deelnemers in staat te stellen hun leven te verbeteren en te verrijken, zodat het in alle opzichten succesvoller wordt zowel in het werkzame leven als het privéleven.
Een paar van de behandelde gesprekstechnieken hierbij zijn
- eerlijk/authentiek zijn over zaken waar je tot dan toe niet recht door zee over was
- het completeren van relaties waar nog zaken uit te spreken waren
- het bereiken van resultaten door andere mensen erbij te betrekken

Een paar van de onderliggende ontwerpprincipes hierbij zijn
- dat integriteit dient als fundament voor werkbare afspraken met jezelf en anderen
- dat er vaak verschil zit tussen de feitelijke gebeurtenissen in het verleden en het verhaal dat mensen vertellen over wat er gebeurd is
- dat mensen in de loop van het leven tactieken ontwikkelen om met situaties om te gaan waarin er iets mis is, men er niet bij hoort of op zichzelf wordt aangewezen.

Veel van deze ontwerpprincipes zijn bekend uit de Ontologie. De taal die men gebruikt, vormt hierin een instrument om zaken helder te krijgen en uit te drukken hoe men met iets is. In cursussen van Landmark wordt een eigen jargon gebruikt, aangevuld met elementen uit onder meer het existentialisme, boeddhisme, christendom, de antieke Griekse filosofie en de freudiaanse psychologie. Enkele basisbegrippen zijn "transformation" en "enrollment". Cursisten maken een "transformatie" door, die het gevolg is van op een andere manier naar jezelf en de wereld kijken en gaan dan anderen via enrollment werven om ook cursussen te gaan volgen gestimuleerd door het bedrijf.

## Business model
Voor de cursussen wordt gebruikgemaakt van mond-tot-mondreclame: deelnemers worden aangespoord om hun resultaten te delen met vrienden, bekenden en collega's en men wordt gestimuleerd vervolgcursussen te doen.
Tot en met 2015 hebben meer dan 2,2 miljoen mensen programma's van Landmark gevolgd. De omzet bedroeg in 2015 circa 81 miljoen euro. Belangrijkste kosten zijn huur, reiskosten, telecommunicatie en personeel. Landmark is in eigendom van meer dan 500 medewerkers via een zogenoemd ESOP, employee stock ownership program, oftewel aandeelhoudersprogramma voor medewerkers. Het management rapporteert aan de raad van bestuur, die jaarlijks via het ESOP wordt verkozen. De winst wordt niet uitgekeerd en ingezet voor verdere groei van de organisatie.
Cursusleiders kunnen hun effectiviteit afmeten aan het percentage inschrijvingen per avond. Landmark beschouwt 20 procent inschrijvingen als een "satisfactory performance". 25% van 150 aanwezigen geldt als "outstanding performance". Bij de vrijwillige cursusleiders wordt het halen van deze percentages gebruikt voor de beoordeling of ze geschikt zijn om programma's te gaan leiden voor meer gevorderden.

## Maatschappelijke context
In de maatschappij hebben in de afgelopen paar decennia grote verschuivingen plaatsgevonden in hoe de bevolking aankijkt tegen geloof, spiritualiteit en persoonlijke beleving. Dit is parallel gelopen met een steeds verder lopende individualisering in de maatschappij. Hierbij is men vanuit een voornamelijk kerkelijke indeling met bijbehorende dogma's, overgegaan naar meer individueel georiënteerde belevingsvormen. Zelfspiritualiteit is inmiddels wijdverbreid en geïnstitutionaliseerd geraakt in Nederland. In deze context is er in Nederland vanaf begin jaren '90 een sterke opkomst geweest van cursussen in persoonlijke en zakelijke groei. Landmark en de basiscursus Landmark Forum passen in deze ontwikkeling.
In Australië is er een studie gedaan naar de componenten van Landmark die in bovenstaande beeld passen. Dit zijn: (i) het gebruik van Oosterse spirituele concepten voor geestelijke groei; (ii) het streven naar verlichting, wedergeboorte, verlossing om de gebreken van de moderniteit te boven te komen; (iii) het creëren van een sacraal gemeenschapsgevoel; (iv) de schepping van een afzonderlijke taal voor de ervaringen die worden opgedaan; (v) het geven van een transcendente kleur aan het programma, de doelstellingen en de gehanteerde begrippen; (vi) het geloof in doorbraken en wonderen te kunnen veroorzaken; (vii) de voorstelling van het begrip Zelf als iets dat heilig is en richting geeft aan het streven om niet alleen de persoonlijkheid, maar ook de wereld beter te maken.

## Verloop activiteiten in Europa en controverses
In de jaren negentig was Landmark zeer populair in Europa. Landmark bleek achteraf een trendsetter en heeft een hele beweging aan vergelijkbare cursussen tot gevolg gehad. Zelfontwikkeling is inmiddels niet meer weg te denken uit de Europese en Nederlandse maatschappij. Het succes van Landmark destijds was hier een vroege indicator van.
Door de combinatie van het transformatieve karakter van het onderwijs en het business model werd het bedrijf soms echter kritisch ontvangen. In vele landen waar het bedrijf toen actief was, verschenen artikelen in de pers en vakbladen over de werkwijze en de risico's voor sommige deelnemers. Kritiek was er op de structuur van de cursus, de gebruikte massapsychologie, de wervingsmethoden, het afhankelijk maken van cursisten en het gebrek aan gekwalificeerde docenten. Volgens psychiater Peter Hanneman van het Amsterdamse Riagg was, vanwege de opzet om een dramatische verandering in korte tijd te bewerkstelligen, gebruik makend van dubieuze psychologische technieken gericht op gedragswijziging, het bijwonen van Landmark-sessies 'niet zonder risico's'.
Daarnaast werd Landmark verweten sektarische trekken te vertonen. De regeringen van Frankrijk (in 1995) en Oostenrijk (in 2006) hebben Landmark Education als sekte geclassificeerd. Het bedrijf heeft zich in 2004 teruggetrokken uit Frankrijk nadat een televisieprogramma de trainingspraktijken in een kwaad daglicht had gesteld. De regering van Zweden classificeerde de organisatie als "actieve religieuze groep". Op 6 juni 2004 werden alle activiteiten in Zweden beëindigd. De oorzaken waren een sterk teruggelopen interesse voor de cursussen en de zeer kritische artikelen in de pers en items in televisieprogramma's, onder meer de op 28 oktober 2003 en 15 maart 2004 uitgezonden documentaires in het programma Lyckka till salu (Geluk te Koop) op de Zweedse zender TV4. In Nederland werd door de rechter uitgesproken dat de benaming sekte te ver voerde (en daarmee onrechtmatig was) en de organisatie enkel sekte-achtige componenten bevatte.
De organisatie stond in Nederland in die periode bloot aan kritiek in de media. Landmark beantwoordde deze kritiek door advocaten te laten dreigen met juridische procedures. Op zondag 18 februari 2007 zond in Nederland het televisieprogramma Zembla een documentaire uit waarin de opzet van Landmark en een methode, bekend als CSA-Coaching, kritisch onder de loep werden genomen. Zo kwamen de nadelige effecten van de gekozen opzet op sommige deelnemers aan bod: vier deelnemers kregen na het doen van de cursus een psychose. Hoewel dit veel meer is dan statistisch te verwachten, is niet met zekerheid vastgesteld dat deze psychoses veroorzaakt werden door het meedoen aan het Landmark Forum.
Het bedrijf was op zijn hoogtepunt in de jaren negentig, actief in 21 landen, maar dat was in 2008 teruggelopen naar 15.
In Nederland schreven in de hoogtijdagen van het bedrijf jaarlijks een paar duizend mensen in op cursussen. Op het hoogtepunt van de bedrijfsactiviteiten werkten er acht betaalde krachten en een paar honderd vrijwilligers, merendeels oud-cursisten, en werden er vele cursussen gegeven. In 2009 sloot het kantoor van Landmark Education in Amsterdam zijn deuren in verband met de sterk teruggelopen belangstelling, met als concrete aanleiding de uitzending van Zembla. Vervolgens is het bedrijf een aantal jaren niet actief geweest in Nederland en in andere landen op het Europese vasteland. Het kantoor in Londen is altijd open gebleven en sindsdien verantwoordelijk voor alle cursussen in Europa.
De eerdere uitspraken in Frankrijk en Oostenrijk zijn inmiddels herroepen. In Nederland worden er sinds 2014 opnieuw cursussen georganiseerd, evenals in Duitsland en Turkije.

## Andere activiteiten
Het bedrijf richt zich ook op bedrijven en organisaties met vergelijkbare cursussen en methoden. Dit gebeurde aanvankelijk onder de naam Landmark Education Business Development, maar sinds 2008 onder de naam Vanto Group. Onder de naam The Barbados Group is een denktank actief, waarbij ook Werner Erhard betrokken is, die zich de schepping ten doel stelt van A New Paradigm of Performance (een nieuw prestatieparadigma).